# Castelão (Rebsorte)
Die Rotweinsorte ‘Castelão’, auch unter dem Synonym ‘Periquita’ und ‘João Santarém’ bekannt, ist in Portugal sehr verbreitet und beliebt. Unter dem Namen Periquita wurden die allerersten Flaschen Rotwein überhaupt in Portugal abgefüllt. Heute offeriert die größte Anzahl der üblichen portugiesischen Lebensmittelgeschäfte Rotweine mit der Rebsorte Castelão.

## Abstammung
Die Rebsorte ‘Castelão’ ist eine natürliche Kreuzung der Sorten ‘Cayetana Blanca’ × ‘Alfrocheiro Preto’. Den Namen 'Periquita' erhielt sie von J. M. da Fonseca, der 1834 mit der Weinproduktion in Portugal begann und heute zu den größten Betrieben zählt.

## Verbreitung
Die im Jahr 2010 erhobene bestockte Rebfläche betrug 11.088 ha. In Portugal ist die Rebsorte ‘Castelão’ in den Regionen Trás-os-Montes, Beira Litoral, Beira Interior Sul, Ribatejo, Oeste, Alentejo, Algarve und auf den Azoren zugelassen.

## Ampelografische Merkmale
- Die Triebspitze ist wollig behaart (Indument); weißlich grün; rötlich gerandet.[4]
- Das relativ große Laubblatt besitzt eine dunkelgrüne Blattspreite, die dreilappig und auf der Unterseite stark wollig behaart ist. Die Stielbucht halboffen und v-förmig.
- Die Traube ist groß und mehrfach geschultert. Die Beeren sind relativ klein, rund, dickschalig und schwarzblau gefärbt, stark beduftet und reifen ungleichmäßig.

Reife: spät.

## Ertrag, Ansprüche
Die Sorte ‘Castelão’ ist sehr ertragreich und benötigt trockene und sandige Böden.

## Wein
‘Castelão’ erbringt sehr kräftige und tanninbetonte Rotweine mit mittlerem Alkoholgehalt, die jung genießbar, aber auch lagerfähig sind, da sie über eine kräftige Säure verfügen.

## Synonyme
Die Internationale Vitis-Datenbank listet für ‘Castelão’ folgende Synonyme: ‘Bastardo Castico’, ‘Bastardo Espanhol’, ‘Castelana’, ‘Castelao Frances’, ‘Castelao Real’, ‘Casteleao’, ‘Castellam’, ‘Castellao’, ‘Castellao Portugues’, ‘Castico’, ‘Joao de Periquita’, ‘Joao de Santarem’, ‘Joao de Santarem Tinto’, ‘Joao Mendes’, ‘Joao Pinto Mendes’, ‘Joao Santarem’, ‘Lariao Preto’, ‘Mortagua’, ‘Mortagua de Vide Branca’, ‘Olho de Lebre’, ‘Perikvita’, ‘Periquita’, ‘Piriquita’, ‘Piriquito’, ‘Pirriquita’, ‘Santarem’, ‘Santarem Tinto’, ‘Trincadeira’.
Die Sorte ‘Trincadeira’ (Synonym) ‘Tinta Amarela’ ist nicht mit der Sorte ‘Castelão’ verwandt, obwohl diese auch den Namen ‘Trincadeira’ als Synonym trägt.